# 鳥取県道46号日野溝口線
鳥取県道46号日野溝口線（とっとりけんどう46ごう ひの みぞくちせん）は、鳥取県日野郡日野町から西伯郡伯耆町に至る県道（主要地方道）である。

## 概要

### 路線データ
- 起点 : 鳥取県日野郡日野町（国道180号・鳥取県道210号上石見黒坂停車場線交点）
- 終点 : 鳥取県西伯郡伯耆町（鳥取県道1号溝口伯太線交点）

## 歴史
- 1993年（平成5年）5月11日 - 建設省から、県道日野溝口線が日野溝口線として主要地方道に指定される[1]。
- 2014年（平成26年）
  - 12月6日15時、鳥取県告示第828号・829号により日野郡日野町下黒坂 - 西伯郡伯耆町福岡[注 1]の新道が供用開始。これにより「矢倉峠工区」（日野郡日野町黒坂 - 西伯郡伯耆町福岡、3.7 km）が全線開通[3][4]。

## 路線状況
「矢倉峠工区」の全線開通により、国道180号および国道181号を補完する幹線道路としての機能が確保される。

### 重複区間
- 鳥取県道210号上石見黒坂停車場線（日野郡日野町 : 中菅 - 黒坂）
- 鳥取県道286号菅沢日野線（日野郡日野町黒坂）

### 道路施設
- 矢倉トンネル （日野郡日野町下黒坂 - 西伯郡伯耆町福岡） … 延長 426 m [4]。

## 地理

### 通過する自治体
- 日野郡日野町
- 西伯郡伯耆町

### 交差する道路
- 国道180号（国道183号重複）・鳥取県道210号上石見黒坂停車場線（日野郡日野町中菅、起点）
- 鳥取県道210号上石見黒坂停車場線 （日野郡日野町黒坂）
- 鳥取県道286号菅沢日野線（日野郡日野町黒坂）
- 鳥取県道35号西伯根雨線（西伯郡伯耆町二部）
- 鳥取県道1号溝口伯太線（西伯郡伯耆町宇代、終点）

### 峠
- 矢倉峠 （日野郡日野町下黒坂 - 西伯郡伯耆町福岡）